# Moving to opportunity
Moving to Opportunity (ou Moving to Opportunity for Fair Housing ou encore MTO) est une expérience de terrain menée aux États-Unis dans les années 1990 auprès de 4 600 familles à bas revenus ayant des enfants vivant dans une situation de grande pauvreté. L'expérience a été financée par le département du Logement et du Développement urbain des États-Unis et à Baltimore, Boston, Chicago, Los Angeles et New York. Les familles qui ont volontairement participé à l'expérience ont été réparties aléatoirement en trois groupes. Le premier groupe a reçu un bon (en anglais voucher (en)) pour pouvoir emménager dans un quartier à faible taux de pauvreté et des conseils pour prendre la meilleure décision ; le second groupe a reçu un bon pour déménager dans le quartier de son choix ; le troisième groupe (groupe de contrôle) n'a pas reçu d'aide particulière.
Cette expérience a donné lieu à de nombreuses recherches sur le lien entre le voisinage et la réussite scolaire ou économique. Ainsi, Raj Chetty et ses co-auteurs montre des effets positifs sur la fréquentation de l'université, les revenus et la probabilité de devenir parent célibataire pour les enfants ayant bénéficié du programme avant l'âge de 13 ans. En revanche, ils ne trouvent pas les mêmes effets positifs pour les enfants ayant bénéficié du programme à partir de 13 ans